# Tres (Saiteninstrument)

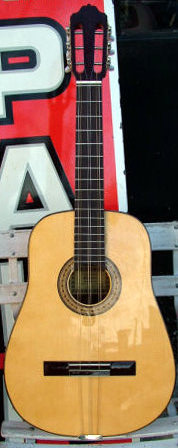
Tres Cubano

Die Tres ist ein in der kubanischen Musik gespieltes Saiteninstrument, das von der Gitarre abstammt. Sie hat drei Chöre (daher der Name tres, Spanisch „drei“) von ursprünglich drei, heute normalerweise zwei Saiten. Die Tres wird im Punto Guajiro sowie im Son als Begleitinstrument eingesetzt.
In moderneren Spielarten wie dem Salsa wird sie meist durch das Klavier ersetzt, das in seiner montuno genannten Spielfigur – nicht zu verwechseln mit dem Formbegriff Montuno – die charakteristische Begleitfigur der Tres notengetreu kopiert. Sie kommt dadurch zustande, dass der mittlere Saitenchor, auf den Grundton eines Akkords gestimmt, ein unisono bildet, die Außenchöre mit Terz und Quinte dagegen oktavverdoppelt sind, so dass der Grundton ober- und unterhalb umspielt wird.
Die Stimmung war ursprünglich auf einen d-Moll-Akkord, allerdings hat sich seit Arsenio Rodríguez ein C-Dur-Dreiklang durchgesetzt. Auch Transpositionen desselben werden als Grundstimmung zitiert.
Saiten für Stimmung in C: GG' (24/11), C'C' (14/14) und E'E (11/24). Bei einer Stimmung in D werden dünnere Saiten benutzt.
Hersteller: Viele kubanische Musiker bauen normale Western- oder Konzertgitarren zur Tres um. Die Tres Cubano mit der modifizierten Korpusform und der kurzen Mensur wird häufig von Gitarrenbauern aus Spanien hergestellt.